# 杨元新酱园
杨元新酱园，位于中国浙江省湖州市德清县新市镇寺前弄12号，是一家百年老字号，创立于清同治二年（1863年），生产黄酒、白酒、酱油、酱菜。1876年南浔庞怡泰酱园老板庞莱臣入股60%。1956年公私合营，改为德清县新市酒厂，1999年改制成立莫干山酒业有限公司。2010年4月14日公布为第三批德清县文物保护单位。